# Distretto di Yanacancha (Junín)
Il distretto di Yanacancha  è uno dei nove distretti della provincia di Chupaca, in Perù. Si trova nella regione di Junín e si estende su una superficie di 751,86  chilometri quadrati.